# Дедај
Дедај (алб. Dedaj) је насељено место у општини Призрен, на Косову и Метохији. Према попису становништва из 2011. у насељу је живело 619 становника.

## Становништво
Према попису из 2011. године, Дедај има следећи етнички састав становништва:
| Националност | 2011.        |
| Албанци      | 615 (99,35%) |
| Турци        | 3 (0,48%)    |
| непознато    | 1 (0,17%)    |
| Укупно       | 619          |

| Демографија | Демографија | Демографија |
| Година      | Становника  | Становника  |
| ----------- | ----------- | ----------- |
| 1948.       | 162         |             |
| 1953.       | 175         |             |
| 1961.       | 235         |             |
| 1971.       | 340         |             |
| 1981.       | 379         |             |
| 1991.       | 375         |             |
| 2011.       | 619         |             |